# کوزه‌گیاه استرالیایی
کوزه‌گیاه استرالیایی (نام علمی: Cephalotus) نام یک سرده از راسته شبدرترشک‌سانان است.